# 十勝岳溫泉
43°24′49″N 142°38′34″E / 43.41361°N 142.64278°E

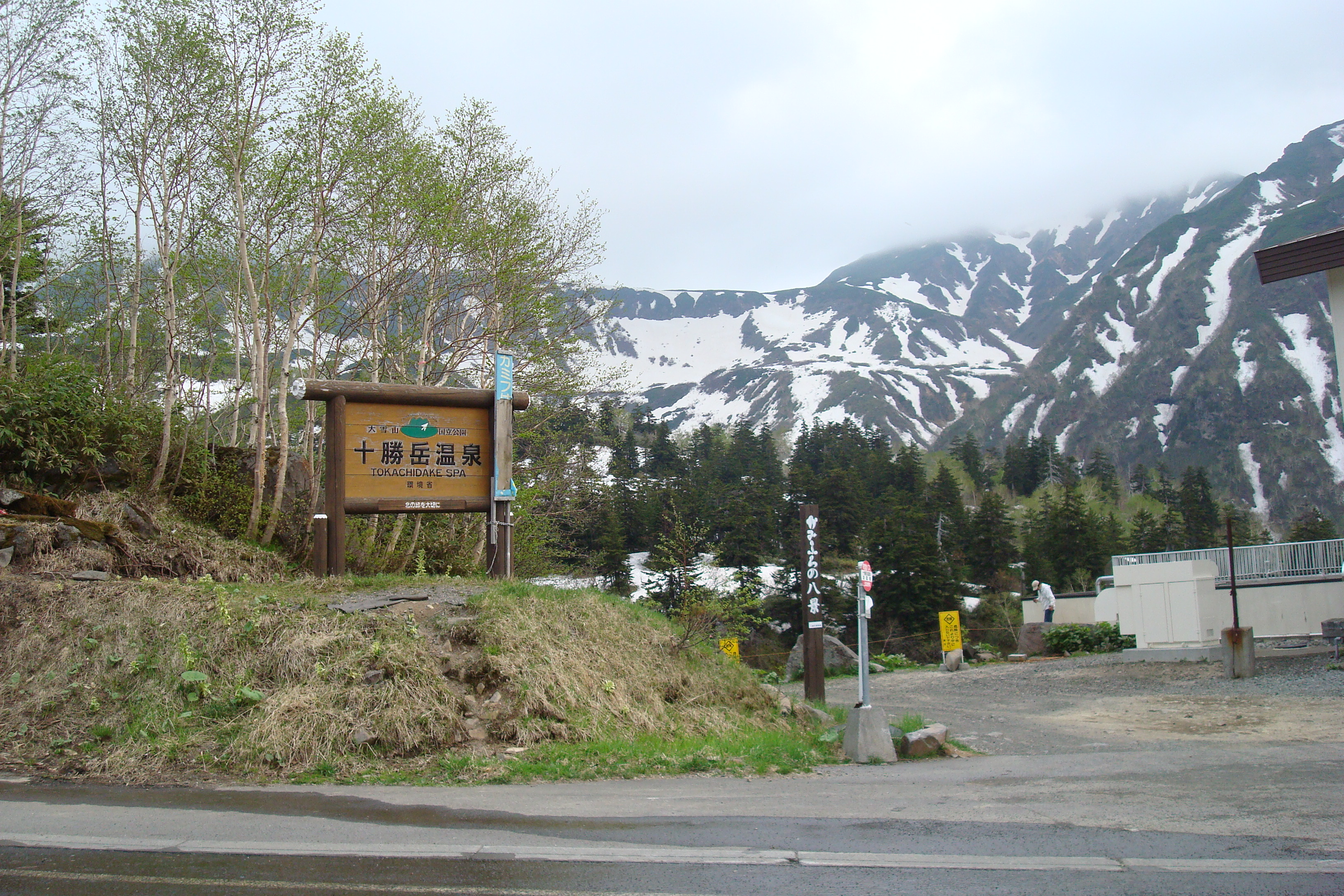
十勝岳溫泉

十勝岳溫泉是位於日本北海道空知郡上富良野町的溫泉區，地處十勝岳連峰的三段山山腰，標高海拔1,290公尺，為北海道裡最高的溫泉區。溫泉區內僅有三間旅館，由於位於攀登十勝岳連峰的登山口，這些旅館也常成為登山客的登山基地。

## 歴史
1960年為製作十勝岳地圖，在此地進行測量時，發現了此地的溫泉，為了開發此地的溫泉，在上富良野駐屯地的自衛隊的協助下開闢了人行道路，並在1963年成立了兼作為登山小屋的第一家溫泉旅館『凌雲閣』。
1966年，汽車道路通車。
1967年由厚生省列為國民保養溫泉地。

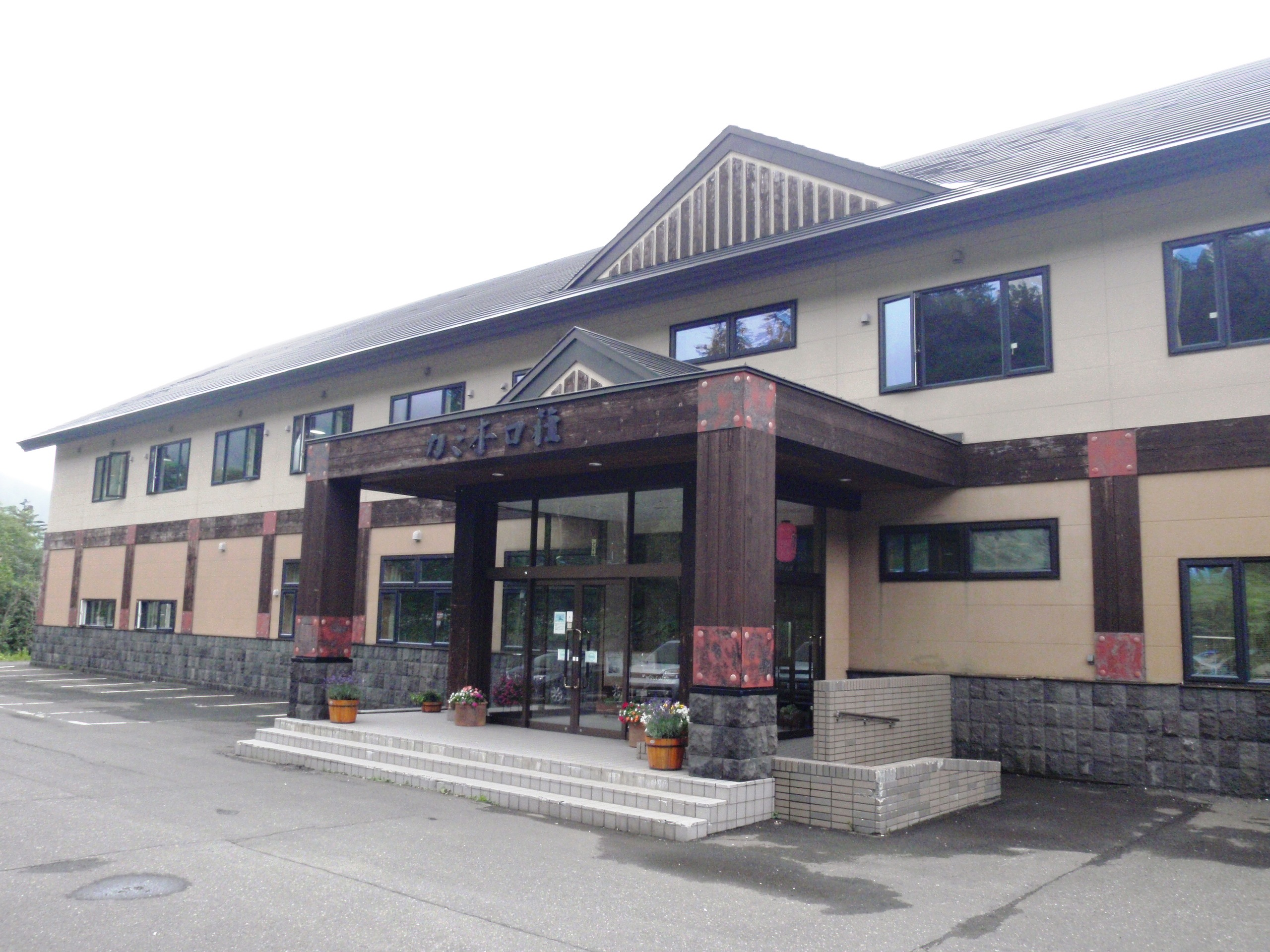
溫泉旅館之一カミホロ荘